# Marius Mitu
Pour les articles homonymes, voir Mitu.
Marius Mitu, né le 10 septembre 1976, est un footballeur et milieu de terrain roumain. Mitu a joué au R.S.C. Anderlecht jusqu'au mois de février 2006 et a joué auparavant au Lierse SK.  Mitu a aussi joué pour le RWD Molenbeek (un an) et la R.A.A. Louviéroise (six mois) en Belgique. Il a joué  pour plusieurs clubs roumains tels que le Steaua Bucarest et le FC Universitatea Craiova.
En février 2006, Mitu fut renvoyé du Anderlecht, à cause d'un possible lien avec un scandale de match truqué.